# Teoria da abstinência
A teoria da abstinência (em inglês: mercantile theory of wealth) é uma teoria proposta por Nassau William Senior.
Segundo esta teoria, os burgueses se enriqueceram graças a economias que fizeram no passado, pois num passado distante (e fictício) todos recebiam a mesma coisa, mas os de virtude maior economizavam e os fanfarrões gastavam tudo rapidamente. Os de virtude maior teriam virado capitalistas e os demais, por suas poucas virtudes, perderam o que tinham e se tornaram os proletários.
Senior argumentava contra tudo que onerasse os burgueses, pois estes supostamente continuavam a deixar de consumir o que podiam para salvar as empresas enquanto os empregados podiam gastar tudo que tinham. O passado distante fictício era desmontado com os relatos passados de coisas que caracterizaram a Acumulação primitiva, e quanto à tal abstinência presente, outros dados mostraram que em épocas de crise os trabalhadores é que sofriam mais enquanto o padrão de consumo dos capitalistas pouco mudava. E entre o capitalista e o trabalhador não ocorre um empréstimo dos meios de produção, mas sim um contrato de compra e venda da força de trabalho onde o capitalista fica com a mais-valia.

## Teoria da Abstinência - comentário de Marx sobre Senior
Senior é citado por Karl Marx em O Capital, seção "Teoria da Abstinência" livro 1, capítulo XXII. Marx o via como um economista querido e financiado pelos burgueses. Segundo a teoria da Abstinência, os burgueses se enriqueceram graças a economias que fizeram no passado, pois num passado distante (e fictício) todos recebiam a mesma coisa, mas os de virtude maior economizavam e os fanfarrões gastavam tudo rapidamente. Os de virtude maior teriam virado capitalistas e os demais, por suas poucas virtudes, perderam o que tinham e se tornaram os proletários. Senior argumentava contra tudo que onerasse os burgueses, pois estes supostamente continuavam a deixar de consumir o que podiam para salvar as empresas enquanto os empregados podiam gastar tudo que tinham. O passado distante fictício era desmontado com os relatos passados de coisas que caracterizaram a Acumulação primitiva, e quanto à tal abstinência presente, outros dados mostraram que em épocas de crise os trabalhadores é que sofriam mais enquanto o padrão de consumo dos capitalistas pouco mudava. E entre o capitalista e o trabalhador não ocorre um empréstimo dos meios de produção, mas sim um contrato de compra e venda da força de trabalho onde o capitalista fica com a mais-valia.
Escreveu Marx:
Nassau W. Senior anunciara ao mundo outra descoberta sua. "Substituo", disse ele solenemente, "a palavra capital, como instrumento de produção, pela palavra abstinência" (Senior, Principes fondamentales de l´éon.Pol., Paris, 1836, p 309) Esta é a maior das "descobertas" da economia vulgar. Substitui uma categoria econômica por uma impostura. Eis tudo. "Quando o selvagem", pontifica Senior, "fabrica arcos, exerce uma indústria, mas não pratica a abstinência." Com isso pretende explicar como e por quê, nos estágios sociais anteriores, eram fabricados instrumentos de trabalho sem a abstinência do capitalista. Quanto mais progride a sociedade, mais necessária é a abstinência", mas, por certo, da parte daqueles que exercem a indústria de se apropriar da indústria alheia e do produto desta. Todas as condições do processo de trabalho se transformam então em outras práticas de abstinência do capitalista. Se o trigo não é consumido, mas semeado, é por causa da abstinência do capitalista. Se o vinho é guardado até acabar de fermentar, é por causa da abstinência do capitalista. O capitalista se despoja de si mesmo quando "empresta ao trabalhador os meios de produção"...